# Oleg Protsenko
Oleg Valer'evič Protsenko (in russo Олег Валерьевич Проценко?; Sol'cy, 11 agosto 1963) è un ex triplista russo, fino al 1991 sovietico, vincitore di una medaglia d'argento ai Mondiali indoor 1987 ed una di bronzo agli Europei 1986.
Il suo record personale è 17,75 m, realizzato nel 1990 e in quel momento 17ª misura di tutti i tempi. Nel 1984 ha stabilito la miglior prestazione mondiale dell'anno con 17,46 m.

## Risultati
| Anno | Competizione    | Luogo        | Risultato | Extra |
| ---- | --------------- | ------------ | --------- | ----- |
| 1986 | Europei         | Stoccarda    | 3º        |       |
| 1987 | Mondiali indoor | Indianapolis | 2º        |       |
| 1988 | Olimpiadi       | Seul         | 4º        |       |
| 1990 | Europei         | Spalato      | 8º        |       |

## Altre competizioni internazionali
1985
- Coppa Europa di atletica leggera ( Mosca)

1987
- Coppa Europa di atletica leggera ( Praga)